# Trixagus exul
Trixagus exul är en skalbaggsart som först beskrevs av Bonvouloir 1859.  Trixagus exul ingår i släktet Trixagus, och familjen småknäppare. Enligt den finländska rödlistan är arten starkt hotad i Finland. Arten är reproducerande i Sverige. Artens livsmiljö är naturlundskogar.